# Reseda amblycarpa
Reseda amblycarpa är en resedaväxtart som beskrevs av Johann Baptist Georg Wolfgang Fresenius. Reseda amblycarpa ingår i släktet resedor, och familjen resedaväxter. Utöver nominatformen finns också underarten R. a. adenensis.